# Pacchetto di riforme nell'Armenia ottomana

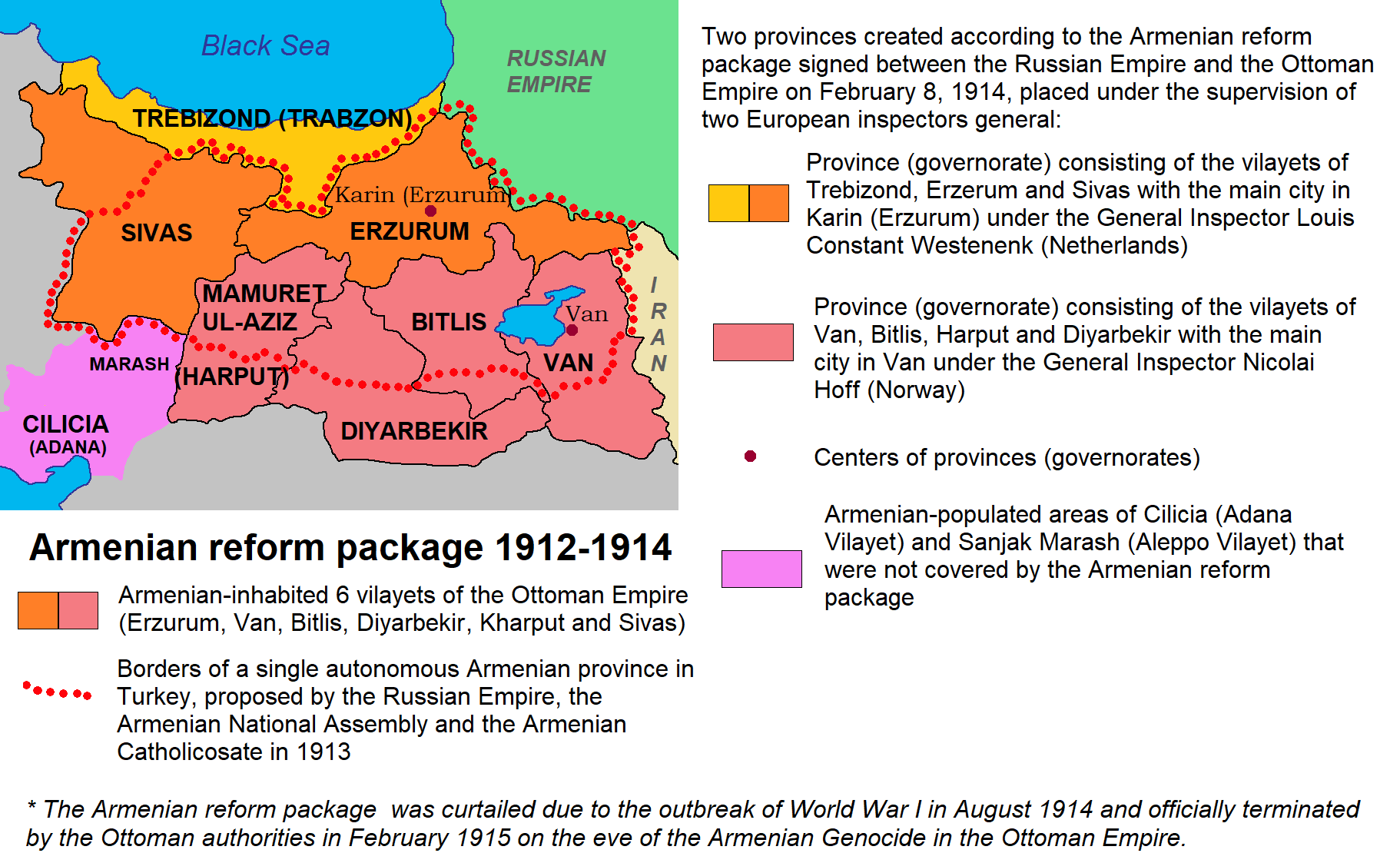
Il piano di riforma del 1914 dell'Armenia turca.

Il pacchetto di riforme armene fu un piano di riforme ideato dalle potenze europee nel 1912-14 che prevedevano la creazione di due province nell'Armenia ottomana, poste sotto la supervisione di due ispettori generali europei, che sarebbero stati nominati per sovrintendere alle questioni relative alle questioni armene. Gli ispettori generali avrebbero ricoperto la posizione più alta nei sei vilayet orientali (province), dove viveva la maggior parte della popolazione armena, e avrebbero risieduto nei rispettivi posti di Erzurum e Van. Il pacchetto di riforme fu promulgato in legge l'8 febbraio 1914, anche se alla fine venne abrogato il 16 dicembre 1914, diverse settimane dopo l'entrata della Turchia nella prima guerra mondiale.

## Antefatti storici
Le guerre balcaniche avevano creato un'opportunità per il rilancio di nuovi piani per migliorare le condizioni degli armeni ottomani. I francesi, gli inglesi e gli italiani volevano limitare l'influenza tedesca nell'impero ottomano, mentre il governo russo incoraggiava il Catholicos dell'Armenia a fare appello al governo ottomano tramite il viceré del Caucaso per un intervento a favore delle riforme nei vilayets abitati dagli armeni. Questo progetto fu preparato da André Mandelstam, il dragomanno presso l'ambasciata russa a Istanbul, e dai rappresentanti dell'assemblea nazionale armena. Fu introdotto e discusso a Costantinopoli in una riunione degli ambasciatori di Francia, Gran Bretagna e Italia.
Il progetto suggerì la formazione di una singola provincia di sei vilayet (Erzurum, Van, Bitlis, Diyarbakir, Kharput e Sivas) sotto un governatore generale ottomano o europeo. Il governatore generale doveva essere nominato dalle Potenze per i successivi cinque anni. La Germania si oppose al progetto e riuscì a ottenere modifiche significative, inclusa la divisione della regione in due province.

## Piano
Il pacchetto di riforme fu firmato l'8 febbraio 1914 tra l'Impero Ottomano (rappresentato dal gran vzir Said Halim Pasha) e la Russia. Louis Constant Westenenk, un amministratore per le Indie orientali olandesi, e Nicolai Hoff, un maggiore dell'esercito norvegese, furono selezionati come i primi due ispettori. Hoff si trovava a Van quando scoppiò la guerra, proprio mentre Westenenk si preparava a partire al suo posto a Erzurum.